# Kigoshi Yasutsuna
Kigoshi Yasutsuna est un nom japonais traditionnel ; le nom de famille (ou le nom d'école), Kigoshi, précède donc le prénom (ou le nom d'artiste).
Le baron Kigoshi Yasutsuna (木越 安綱) (22 avril 1854 - 26 mars 1932) est un général de l'armée impériale japonaise qui fut ministre de la Guerre en 1912-1913.

## Biographie
Kigoshi est le fils aîné d'une famille samouraï du domaine de Kaga (actuelle préfecture d'Ishikawa). En 1875, alors étudiant dans la 1re promotion de l'académie de l'armée impériale japonaise, il participe au combat durant la rébellion de Satsuma. Dans le cadre de sa formation, il est attaché militaire en Prusse en 1883. De retour au Japon, Kigoshi sert comme chef d'État-major de la 3e division durant la première guerre sino-japonaise.
En 1898, Kigoshi est promu major-général et est affecté comme chef d'État-major de l'armée japonaise de Taïwan. De 1901 à 1902, il sert à l'État-major de l'armée impériale japonaise et est nommé au front durant la guerre russo-japonaise où il commande la 23e brigade d'infanterie qui se distingue particulièrement à la bataille de Sandepu.
Après la guerre, ils sert à l'État-major de l'armée japonaise du Guandong puis comme commandant des 1re, 5e et 6e divisions. En 1907, il reçoit le titre de baron (danshaku) selon le système de noblesse kazoku.
Kigoshi est également promu lieutenant-général en 1907. En décembre 1912, il devient ministre de la Guerre dans le premier gouvernement de Yamamoto Gonnohyōe. Durant son mandat, la « Loi sur l'obligation des ministres de la guerre d'être des officiers en service actif (ja) » est votée, 
à la grande indignation de l'État-major militaire, ce qui empêche Kigoshi d'être promu général. Il entre dans la réserve en 1914 et se retire du service militaire immédiatement après. De 1920 à sa mort en 1932, Kigoshi est membre de la chambre des pairs. Sa tombe se trouve au cimetière d'Aoyama à Tokyo.